# Reinfried Herbst
Reinfried Herbst (Salzburgo, 11 de octubre de 1978) es un deportista austríaco que compitió en esquí alpino.
Participó en tres Juegos Olímpicos de Invierno, entre los años 2006 y 2014, obteniendo una medalla de plata en Turín 2006, en la prueba de eslalon.
En la Copa del Mundo consiguió nueve victorias y dieciseis podios en total.

## Palmarés internacional
| Juegos Olímpicos | Juegos Olímpicos | Juegos Olímpicos | Juegos Olímpicos |
| Año              | Lugar            | Medalla          | Prueba           |
| ---------------- | ---------------- | ---------------- | ---------------- |
| 2006             | Turín (Italia)   | Medalla de plata | Eslalon          |